# Velichov
Velichov (en allemand : Welchau) est une commune du district et de la région de Karlovy Vary, en République tchèque. Sa population s'élevait à 543 habitants en 2020.

## Géographie
Velichov est arrosée par l'Ohre et se trouve à 12 km au nord-est de Karlovy Vary et à 105 km à l'ouest-nord-ouest de Prague.
La commune est limitée par Vojkovice au nord, par la zone militaire de Hradiště à l'est et au sud, par Kyselka au sud-ouest et par Ostrov au nord-ouest.

## Histoire
La première mention écrite de la localité date de 1142.